# 586
سنة 586 م (بالأرقام الرومانية: DLXXXVI) كانت سنة بسيطة تبدأ يوم الثلاثاء (الرابط يظهر نموذج الجدول الزمني الكامل للسنة) من التقويم اليولياني. بدأت تسمية السنة ب586 منذ العصور الوسطى المبكرة، عندما أصبح تقويم أنو دوميني هو الأسلوب السائد في أوروبا لتسمية السنوات.

## مواليد
- عامر بن فهيرة صحابي من السابقين الأولين

## وفيات
- القديس جوفان